# Tilly Fleischer
Othilie Fleischer, més coneguda com a Tilly Fleischer   (Frankfurt del Main, 2 d'octubre de 1911 - Lahr/Schwarzwald, 14 de juliol de 2005), va ser una atleta alemanya que va competir durant les dècades de 1930 i 1940.
El 1932 va prendre part en els Jocs Olímpics de Los Angeles, on va disputar tres proves del programa d'atletisme. Va guanyar la medalla de bronze en la prova del llançament de javelina, mentre en el llançament de disc fou quarta i els 4x100 metres relleus sisena.
Quatre anys més tard, als Jocs de Berlín, guanyà la medalla d'or en la prova del llançament de javelina del programa d'atletisme. Després de guanyar aquesta prova, juntament amb els altres dos medallistes, fou rebuda per Adolf Hitler i Hermann Göring, amb els quals es van fotografiar.
Després de retirar-se de l'atletisme va jugar a handbol amb l'Eintracht Frankfurt, guanyant la lliga alemanya de 1943.
Fleischer es va casar dues vegades, tenint dues filles en el seu primer matrimoni. Una de les seves filles, de nom Gisela, afirmà el 1966 al diari Tribune de Genève que era filla il·legítima d'Adolf Hitler.

## Millors marques
- Llançament de disc. 38,71 metres (1935)
- Llançament de pes. 12,88 metres (1930)
- Llançament de javelina. 45,18 metres (1936)[1][7]